# Y a toujours moyen de moyenner !
Pour plus de détails, voir Fiche technique et Distribution.
Y a toujours moyen de moyenner ! est un film québécois de Denis Héroux de 1973. 

## Synopsis
Les péripéties rocambolesque d'un commis de banque (Jean-Guy Moreau) et de son beau-frère (Yvan Ducharme) sur fond de politique.

## Fiche technique
- Titre : Y a toujours moyen de moyenner !
- Réalisation : Denis Héroux
- Scénario : Marcel Lefebvre avec les suggestions de Guy Fournier, Gilles Gauthier, Denis Héroux et Jean-Guy Moreau
- Société de production : ONF
- Pays de production :  Canada
- Genre : Comédie
- Durée : 92 minutes
- Date de sortie : 27 septembre 1973

## Distribution
- Jean-Guy Moreau : Sam
- Yvan Ducharme : Yvan
- Willie Lamothe : Wilfrid "Willie" Turgeon
- Dominique Michel : La Mère Supérieure
- Danielle Ouimet : Marie
- Denise Pelletier : Madame Champagne
- Gilles Latulippe : Le serveur
- Roger Garand : Bernard Geoffroy
- Aglaë
- Paul Berval : Cuisinier italien au restaurant chinois
- Clémence DesRochers : Religieuse
- André Gagnon : Le pianiste chez Madame Champagne
- Benoît Marleau : Chauffeur d'ambulance
- Paolo Noël : Prêtre
- Céline Bernier
- Jacques Bouchard
- Claude-Jean Devirieux
- Robert Desroches : Mécanicien
- Marcel Fournier
- Robert Gillet
- Toto Gingras
- Raymond Guilbeault
- Nettie Harris
- Gaétan Lafrance
- Jacques Morency
- Diane Noël
- Fernand Patry
- François Piazza
- Simone Piuze
- Gilles Proulx : Journaliste
- Aimé Taillon
- Jean Guilda : Divers rôles